# Генеральная ассамблея Пенсильвании
Генера́льная ассамбле́я Пенсильва́нии (англ. Pennsylvania General Assembly) — законодательный орган штата Пенсильвания. Состоит из двух палат — Палаты представителей Пенсильвании (нижней) и Сената Пенсильвании (верхней). В Генеральную ассамблею входят 253 выборных представителя избирательных округов штата (203 в Палату представителей и 50 в Сенат). Заседания проходят в Капитолии штата Пенсильвания в городе Гаррисберг.

## История
Конституция штата Пенсильвания была принята в 1776 году. Генеральная ассамблея Пенсильвании создавалась согласно параграфу II, который утверждал предоставление законодательной власти ассамблее, разделённой на 2 палаты: Сенат и Палату представителей.

## Организация
Генеральная ассамблея Пенсильвании состоит из 2 палат — Сената и Палаты представителей. На 2015 год в ассамблее было 203 делегата и 50 сенаторов. По конституции штата сенаторы выбираются на 4 года, а делегаты — на 2 года. Выборы проводятся во вторник после первого понедельника ноября, каждый четный год. Все члены Генеральной ассамблеи избираются сроком на два года и не имеют ограничений на количество сроков.
Согласно конституции штата сенатор должен быть старше 25 лет, а представитель — старше 21 года, они должны проживать в избирательном районе как минимум год до выборов и быть гражданином штата Пенсильвания как минимум 4 года.

## Нынешний состав
На 2022 год республиканцы занимают 28 мест в Сенате, демократы — 21, из числа независимых — 1. В Палате Представителей 113 мест принадлежит республиканцам, 90 демократам.